# Francesco D'Ovidio
Francesco Paolo Amato D'Ovidio (5 décembre 1849, Campobasso - 24 novembre 1925, Naples) est un philologue, critique littéraire, homme politique et linguiste italien. Il a été nommé quatre fois au prix Nobel de littérature et fut président de l'Académie des Lyncéens ainsi que sénateur italien.

## Biographie
Francesco D'Ovidio est le fils de Pasquale D'Ovidio et de Francesca Scaroina, ainsi que le frère cadet du mathématicien et homme politique Enrico D'Ovidio (1843-1933).
Il fréquente l'École normale supérieure de Pise où il est notamment l'élève d'Alessandro D'Ancona et de Domenico Comparetti. Successivement, poussé par le linguiste Graziadio Isaia Ascoli, il s'intéresse à la glottologie (forme ancienne de la linguistique et de l'étude des langues). Dès 1871, il enseigne le latin et le grec au lycée Galvani de Bologne puis, à partir de 1874, au lycée Parini de Milan.
Le 7 octobre 1880, il obtient le poste universitaire de professeur d’Histoire comparée des langues néolatines à l'université de Naples - Frédéric-II, poste qu'il conservera jusqu'à la fin de sa vie. Il reçut de nombreuses félicitations pour son travail, notamment de l'écrivain et linguiste Niccolò Tommaseo (auteur d'un Dictionnaire de la langue italienne) et du philosophe et ministre de l'Instruction Benedetto Croce.
Francesco D'Ovidio est ensuite membre du Conseil supérieur de l'Instruction publique à trois reprises : de 1889 à 1893, de 1895 à 1899 et enfin de 1900 à 1904. Également membre ordinaire de la Société royale de Naples depuis 1884, il en devient président dans les années qui suivent. Il fut aussi président du Cercle philologique de Naples.
En 1887, il devient membre de l'Académie des Lyncéens, la plus ancienne académie scientifique d'Europe, avant d'évoluer au poste de vice-président en 1904 puis d'accéder au poste de président de l'Académie du 21 décembre 1916 au 24 juin 1923. D'Ovidio était également membre de l'Accademia della Crusca (équivalent de l'Académie française) et de l'Académie d'Arcadie.
Du 3 décembre 1905 jusqu'à sa mort en novembre 1925, il fut aussi sénateur du royaume d'Italie.
D'Ovidio meurt le 24 novembre 1925 à Naples en laissant une fille, Carolina, qui épousera Manfredi Porena (1873-1955), un philologue italien qui avait été le disciple de son père.

## Hommages et distinctions
Francesco D'Ovidio a été nommé quatre fois au prix Nobel de littérature (en 1909, 1910, 1911 et 1912), sur proposition d'Ernesto Monaci, un autre philologue et critique littéraire de renom, célèbre pour avoir été le professeur de Luigi Pirandello, futur prix Nobel de littérature en 1934.
- Chevalier de l'ordre de la Couronne d'Italie.
- Officier de l'ordre de la Couronne d'Italie (23 mars 1890).
- Commandeur de l'ordre de la Couronne d'Italie (2 avril 1896).
- Chevalier de l'ordre des Saints-Maurice-et-Lazare (20 mars 1898).
- Officier de l'ordre des Saints-Maurice-et-Lazare (24 janvier 1901).
- Chevalier de l'ordre civil de Savoie (1er juin 1905).

## Ouvrages critiques
- Le correzioni ai «Promessi Sposi» e la questione della lingua, Morano, Naples, 1882.
- Studi sulla «Divina Commedia», Sandron, Milan-Palerme, 1901.
- Studi manzoniani, Hoepli, Milan, 1905.
- Grammatica storica della lingua e dei dialetti italiani, avec W.Meyer Lübke, Hoepli, Milan, 1906.
- Nuovi studi danteschi, S. Landi, Milan, 1906-1907.
- Nuovi studi manzoniani, Hoepli, Milan, 1908.
- Versificazione italiana e arte poetica medievale, Hoepli, Milan, 1910.